# The San Diego Union-Tribune
The San Diego Union-Tribune är en dagstidning som publiceras i San Diego i Kalifornien i USA. Tidningen grundades 1868 och har sedan dess varit en av de största och mest inflytelserika tidningarna i södra Kalifornien. Tidningen täcker lokala, regionala, nationella och internationella nyheter samt sport, underhållning och andra ämnen av intresse för San Diego-området. Sedan 2018 ägs tidningen av den privata investeraren Dr. Patrick Soon-Shiong och ingår i tidningskoncernen California Times Company.